# Saint George (Bermudaanse parish)
Saint George of Saint George's Parish is een van de negen parishes van Bermuda. 
Het gelijknamige stadje Saint George valt niet onder de parish maar is een zelfstandige gemeente. De gemeente omvat een deel van het hoofdeiland dat rond Tucker's Town ligt, het bijbehorende schiereiland en de eilanden St. George's Island en een aantal kleine, meest onbewoonde waaronder Coney, Paget, Nonsuch, Castle en de Smith's Islands.

## Natuurreservaat
Het eiland Nonsuch is een natuurreservaat. De toegang tot dit eiland is strikt geregeld. Hier is de broedplaats van onder andere de bedreigde bermudastormvogel (Pterodroma cahow). 